# Piri Reis
Piri Reis (Hadži Muhjuddin Piri) (Gelibol, oko 1465. – 1554.), gusar, pomorac, admiral i kartograf.

## Život i djelovanje
Odrastao je u Galipolju (Gelibolu), tada najznačajnijoj turskoj pomorskoj bazi. Njegov stric Kemal Reis bio je poznati gusar i moreplovac s kojim je Piri počeo ploviti i od njega učiti. Od 1487. do 1493. plovio je obalom sjeverne Afrike, Španjolske i Italije kao i otočjem zapadnog Sredozemlja. Za vrijeme plovidbe vodio je bilješke i skicirao obale i otočja. Skupljao je crteže i karte. Godine 1487. sudjelovao je u napadu na Malagu, iako mu je bilo tek 16 ili 17 godina. Sudjelovao je i u pomorskim bitkama kod Valencije, Sardinije, Sicilije i Korzike. Godine 1495. sultan Bajazid II. ponudio je stricu mjesto mornaričkog admirala i titulu reis (što je najvjerojatnije značilo status admirala ili kapetana). U tursko-venecijanskom ratu 1499–1502. Piri je zapovjedao vlastitim brodom u Kemalovoj floti. Godine 1506. Kemal i Piri preuzeli su kontrolu na plovnoj ruti Sicilija-Tunis. Kemal je 1511. poginuo u brodolomu kod Rodosa, ali ga Piri nije tada pratio. Prema izvještaju Katipa Čelebije, Piri je surađivao i s turskim gusarom Barbarossom u pljačkanju francuskih trgovačkih brodova. U Galipolju je 1513. sastavio prvu od svoje dvije karte svijeta. Sačuvan je samo dio na kojem je Atlantik s dijelovima zapadne afričke obale i istočne obale Novog svijeta. Karta je vjerojatno prikazivala cijelu Europu, Aziju, Afriku i otkrivene dijelove Amerike. Na marginama napominje da se služio Kolumbovom kartom. Godine 1517. zapovijedao je flotilom koja je pratila velikog vezira Ibrahim Pašu na putu u Aleksandriju. S dijelom flote plovio je Nilom uzvodno do Kaira, gdje je predstavio svoju kartu svijeta sultanu Selimu I. Bilješke i karte objedinio je 1521. u prvu rukopisnu verziju Kitab-i Bahrije (Knjiga o plovidbi, upute za pomorce). Revidiran i proširen (210 umjesto 130 poglavlja i karata) rukopis iz 1526. je posredovanjem Ibrahim Paše predan sultanu Sulejmanu Veličanstvenom. 
Taj praktični plovidbeni, ali i umjetnički rukopis nazivali su "... najvećom geografskom otomanskom zbirkom svoga vremena". Brojne kopije tog rukopisa čuvaju se u nekoliko biblioteka u Istanbulu i širom svijeta. Osim obilja podataka o Sredozemlju, gradovima i zemljama na njegovim obalama, pruža i vrlo precizne podatke o pomorstvu i navigaciji toga vremena. Knjiga počinje dugim poetskim uvodom, koji je najvjerojatnije napisao dvorski historik i književnik Muradi prema Pirijevim podacima. U uvodu druge verzije, pisane u stihovima, podaci su o gotovo svim uvjetima i aspektima plovidbe, o smjeru vjetra, kompasu, određivanju geografske širine, izradi i upotrebi karata, pomorskoj i oceanskoj geografiji kao i o novim geografskim otkrićima Španjolaca i Portugalaca. Središnji prozni tekst sadrži više od dvjesto pomorskih karata s vrlo detaljnim opisima otočja, obale i luka Sredozemlja. Svako poglavlje posvećeno je pojedinoj regiji i popraćeno kartom. Najviše su u odnosu na prvu verziju promijenjeni prikazi Jadranskog mora i zapadne obale Italije. Potpisani su prepisivači prve verzije, a druge nisu. Iluminatori druge verzije su istambulski minijaturisti Nakkas Osman, Ali Dželebi, Mehmed Beg, Velidžan, Molla Kasim, Molla Tiflisi ili Nigari. U nekim kopijama druge verzije ispušten je tekst, te su nastali pravi plovidbeni atlasi. Jedna se kopija Kitab-i Bahrije tako pripisuje Seyjidu Nuhu, a vjerojatno je to prepisivač dodao izmišljeno ime autora. Zabluda je potkrijepljena time što je uključen i prikaz Crnog mora, koje Piri nije kartografirao u originalnim radovima. Kitab-i Bahrije je dio portulanske tradicije kasnog srednjeg vijeka i početka renesanse. To je priručnik za pomorce, slično kao što su bili izolari i portulani. Ujedno je pravi pomorski priručnik za navigaciju Jadranskim morem. Godine 1528./29. Piri je izradio i drugu kartu svijeta, koju je također poklonio sultanu. Na njoj su zabilježena nova otkrića. Jedini sačuvani dio je četvrtina cjelokupne karte, odnosno opis Atlantskog oceana s dijelom Novog svijeta. Opisi otočja i obale pokazuju sličnosti s izolarima, posebno onima iz izolara Bartolommea dalli Sonettija iz 1486. Svaka karta ima ružu vjetrova s oznakom sjevera. Jedna od verzija Pirijevog atlasa Kitab-i Bahrije iz 1526. čuva se u knjižnici Silejmanije u istambulskoj Aja Sofiji u Istanbulu. Ta je verzija službeno faksimilsko izdanje objavljeno u 4 sveska 1988. u izdanju turskog Ministarstva za kulturu i turizam u Ankari. U drugom svesku s podnaslovom Dalmacja kijilari objavljene su 23 karte hrvatske obale i otočja istočnog Jadrana. Taj svezak sadrži karte gradova Dubrovnika s okolicom, Šibenika, Zadra, Medulina, Pule, Rovinja, Vrsara, Poreča, Novigrada, Umaga, zatim karte otoka Mljeta, Korčule, Visa, Hvara, Molata, Škarde, Raba, Premude, Paga, Krka, Cresa, Unije, Verude. Njegovi se portulani ubrajaju među najstarije kartografske dokumente osmanske izrade koji hrvatske zemlje prikazuju u krupnijem mjerilu. Godine 1547. kao admiral zapovjedao je brodovima na Crvenom i Arapskom moru, koji su bili stacionirani u Suezu. Nakon što se u Jemenu opskrbio brodovljem napao je Aden 1548. i osvojio ga 1549. Posljednji pohod vodio je protiv Portugalaca kod Hirmiza 1550. – 1552, ali nije zauzeo citadelu. U starosti od osamdeset godina, optužen je za intrige na dvoru i urotu te pritvoren. Dodatno je optužen za napuštanje flote i kukavičluk zbog zaštite vlastitih interesa i bogatstva. Sultan Sulejman Veličanstveni ga je optužio za izdaju i osudio na smrt. Pogubljen je 1554. u Egiptu, a njegova su bogatstva dodijeljena državnoj riznici i otpremljena u palaču Topkapi Serai u Istanbulu.

## Djela
- Karta svijeta. 1513. – Kitab-i Bahrije. 1521, 1526. – Karta svijeta. 1528/29.

## U znanosti i fantastici
Zemljovid Pirija Reisa pobudio je maštu znanstvenika. Zbog neobičnosti na njoj, nastale su teorije o pretkolumbovskom otkriću Amerike, oplovljavanju svijeta prije Magellana i o navodnim nestalim civilizacijama poput antarktičke.